# Ivan Radovniković Težoro
Ivan Radovniković Težoro (Split, 8. studenoga 1912. – 21. siječnja 1937.), nekadašnji igrač Hajduka poznatiji pod imenom Ivo Radovniković Težoro kako su ga vodili u HNK Hajduku. Za Bile u prvoj postavi nastupa od 1929. pa do svoje smrti 1937 godine. Prvi puta igra u Splitu 8. svibnja 1929. protiv HAŠK-a (3:0 za Hajduk) u kojem odmah postiže zgoditak, ostala dva dao je Jerko Bonačić.
Težoro je za Bile odigrao 185 utakmica i postigao 2 gola u 106 prvenstvenih utakmica, a oba je dao u natjecanjima za Splitski podsavez, i 10 golova u 79 prijateljskih utakmica. Odigrao je 15 utakmica za kup. Ukupan doprinos Hajduku je 185 utakmica/12 golova.
U ovoj prvoj utakmici koju je odigrao za Hajduk protiv HAŠK-a na branki je bio Josip Jukić, i uz njega još su igrali V. Kragić, Milutin, Ferić, Sardelić, Mikačić, Burić, spomenuti Bonačić koji je dao dva gola, Fredotović i Peršić.
Godine 1937. naglo je obolio (nakon što mu je od udarca lopte u glavi pukla vratna žila) i brzo umro. Osam godina prije njega 1930. od tifusa umire izvanredni Hajdukov bek Ivan Montana.
Njegov najstariji nećak (sin najstarije sestre) je Tonći Baranović, Hajdukov i Splitov lijevi half iz 1950-ih godina.
Statistika u Hajduku
| Natjecanje        | Nastupi | Zgoditci |
| ----------------- | ------- | -------- |
| Prvenstvo         | 76      | 0        |
| Kup               | 15      | 0        |
| Superkup          | 0       | 0        |
| Međunarodne       | 0       | 0        |
| Splitski podsavez | 15      | 2        |
| Ukupno            | 106     | 2        |
| Prijateljske      | 79      | 10       |
| Sveukupno         | 185     | 12       |